# Liste der denkmalgeschützten Objekte in Frankenmarkt
Die Liste der denkmalgeschützten Objekte in Frankenmarkt enthält die 12 denkmalgeschützten, unbeweglichen Objekte der oberösterreichischen Marktgemeinde Frankenmarkt.

## Denkmäler
| Foto |                 | Denkmal | Standort                                           | Beschreibung                                                                                               | Metadaten |
| ---- | --------------- | --- | -------------------------------------------------- | --- | --- |
| ja   | Datei hochladen | Kath. Filialkirche Maria Hilf HERIS-ID: 52031 Objekt-ID: 58012                                               | gegenüber Auleiten 24 Standort KG: Frankenmarkt    | | BDA-Hist.: Q38048816 Status: § 2a Stand der BDA-Liste: 2025-06-30 Name: Kath. Filialkirche Maria Hilf GstNr.: .224/2, 1502/1 Saint Mary of Help Church (Auleiten, Gemeinde Frankenmarkt)      |
| ja   | Datei hochladen | Kath. Pfarrkirche hl. Nikolaus mit ehem. Friedhofsfläche und Kriegerdenkmal HERIS-ID: 52114 Objekt-ID: 58322 | Hauptstraße Standort KG: Frankenmarkt              | Ein spätgotischer Sakralbau aus dem 16. Jahrhundert, der nach einem Brand im Jahr 1759 barockisiert wurde. | BDA-Hist.: Q26253725 Status: § 2a Stand der BDA-Liste: 2025-06-30 Name: Kath. Pfarrkirche hl. Nikolaus mit ehem. Friedhofsfläche und Kriegerdenkmal GstNr.: .94, 136 Pfarrkirche Frankenmarkt |
| ja   | Datei hochladen | Volksschule HERIS-ID: 98023 Objekt-ID: 113899                                                                | Hauptstraße 31 Standort KG: Frankenmarkt           | | BDA-Hist.: Q37771060 Status: § 2a Stand der BDA-Liste: 2025-06-30 Name: Volksschule GstNr.: 142/2                                                                                             |
| ja   | Datei hochladen | Brunnen HERIS-ID: 107416 Objekt-ID: 124737                                                                   | vor Hauptstraße 33 Standort KG: Frankenmarkt       | | BDA-Hist.: Q37809978 Status: § 2a Stand der BDA-Liste: 2025-06-30 Name: Brunnen GstNr.: 2446/2                                                                                                |
| ja   | Datei hochladen | Krippenmuseum HERIS-ID: 113372 Objekt-ID: 131699seit 2019                                                    | bei Hauptstraße 35 Standort KG: Frankenmarkt       | | BDA-Hist.: Q105647154 Status: § 2a Stand der BDA-Liste: 2025-06-30 Name: Krippenmuseum GstNr.: .93/2 Krippenmuseum Frankenmarkt                                                               |
| ja   | Datei hochladen | Brunnen HERIS-ID: 107417 Objekt-ID: 124738                                                                   | vor Hauptstraße 72 Standort KG: Frankenmarkt       | | BDA-Hist.: Q37809989 Status: § 2a Stand der BDA-Liste: 2025-06-30 Name: Brunnen GstNr.: 2446/16                                                                                               |
| ja   | Datei hochladen | Gasthaus Zur Alten Post HERIS-ID: 37833 Objekt-ID: 37138                                                     | Hauptstraße 80 Standort KG: Frankenmarkt           | | BDA-Hist.: Q37977262 Status: Bescheid Stand der BDA-Liste: 2025-06-30 Name: Gasthaus Zur Alten Post GstNr.: 45/2                                                                              |
| ja   | Datei hochladen | Bürgerhaus HERIS-ID: 37834 Objekt-ID: 37139                                                                  | Hauptstraße 82 Standort KG: Frankenmarkt           | | BDA-Hist.: Q37977273 Status: Bescheid Stand der BDA-Liste: 2025-06-30 Name: Bürgerhaus GstNr.: 45/2                                                                                           |
| ja   | Datei hochladen | Brunnen, Kriegerdenkmal HERIS-ID: 107418 Objekt-ID: 124739                                                   | vor Hauptstraße 86 Standort KG: Frankenmarkt       | | BDA-Hist.: Q37810001 Status: § 2a Stand der BDA-Liste: 2025-06-30 Name: Brunnen, Kriegerdenkmal GstNr.: 2446/16                                                                               |
| ja   | Datei hochladen | Brunnen HERIS-ID: 29690 Objekt-ID: 26349                                                                     | vor Hauptstraße 104 Standort KG: Frankenmarkt      | | BDA-Hist.: Q37927773 Status: § 2a Stand der BDA-Liste: 2025-06-30 Name: Brunnen GstNr.: 2446/16                                                                                               |
| ja   | Datei hochladen | Ortskapelle HERIS-ID: 98757 Objekt-ID: 114721                                                                | Kritzing 17, in der Nähe Standort KG: Frankenmarkt | | BDA-Hist.: Q37772666 Status: § 2a Stand der BDA-Liste: 2025-06-30 Name: Ortskapelle GstNr.: 2535                                                                                              |
| ja   | Datei hochladen | Friedhof christlich HERIS-ID: 98718 Objekt-ID: 114678                                                        | Salzburgerstraße Standort KG: Frankenmarkt         | | BDA-Hist.: Q37772571 Status: § 2a Stand der BDA-Liste: 2025-06-30 Name: Friedhof christlich GstNr.: 1299/3 Friedhof Frankenmarkt                                                              |

## Ehemalige Denkmäler
| Foto |                 | Denkmal                                                      | Standort                                 | Beschreibung                                                                 | Metadaten |
| ---- | --------------- | ------------------------------------------------------------ | ---------------------------------------- | ---------------------------------------------------------------------------- | --- |
| ja   | Datei hochladen | Sog. Kommunehaus Objekt-ID: 113892bis 2015                   | Hauptstraße 5 Standort KG: Frankenmarkt  |                                                                              | BDA-Hist.: Q106675832 Status: § 2a Stand der BDA-Liste: 2015-06-26 Name: Sog. Kommunehaus GstNr.: .71                                         |
| ja   | Datei hochladen | Pfarrhof und Krippenmuseum Objekt-ID: 113902bis 2018         | Hauptstraße 35 Standort KG: Frankenmarkt | Anmerkung: 2019 wurde der Denkmalschutz auf das Krippenmuseum eingeschränkt. | BDA-Hist.: Q37771078 Status: § 2a Stand der BDA-Liste: 2018-01-22 Name: Pfarrhof und Krippenmuseum GstNr.: .93/1, .93/2 Pfarrhof Frankenmarkt |
| ja   | Datei hochladen | Altes Bezirksgericht und Gefängnis Objekt-ID: 114204bis 2015 | Hauptstraße 85 Standort KG: Frankenmarkt |                                                                              | BDA-Hist.: Q106675848 Status: § 2a Stand der BDA-Liste: 2015-06-26 Name: Altes Bezirksgericht und Gefängnis GstNr.: .122/1                    |